# Benedetto Cotrugli

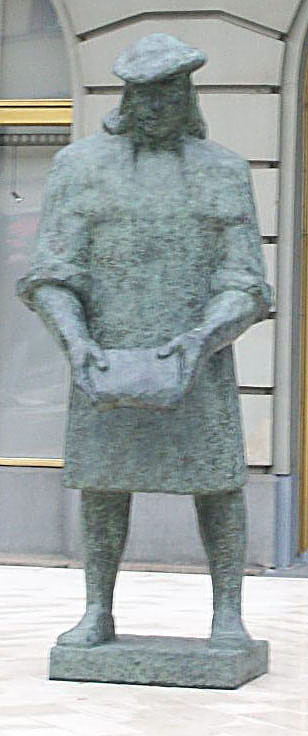
Beeld van Benedetto Cotrugli in Zagreb, Kroatië

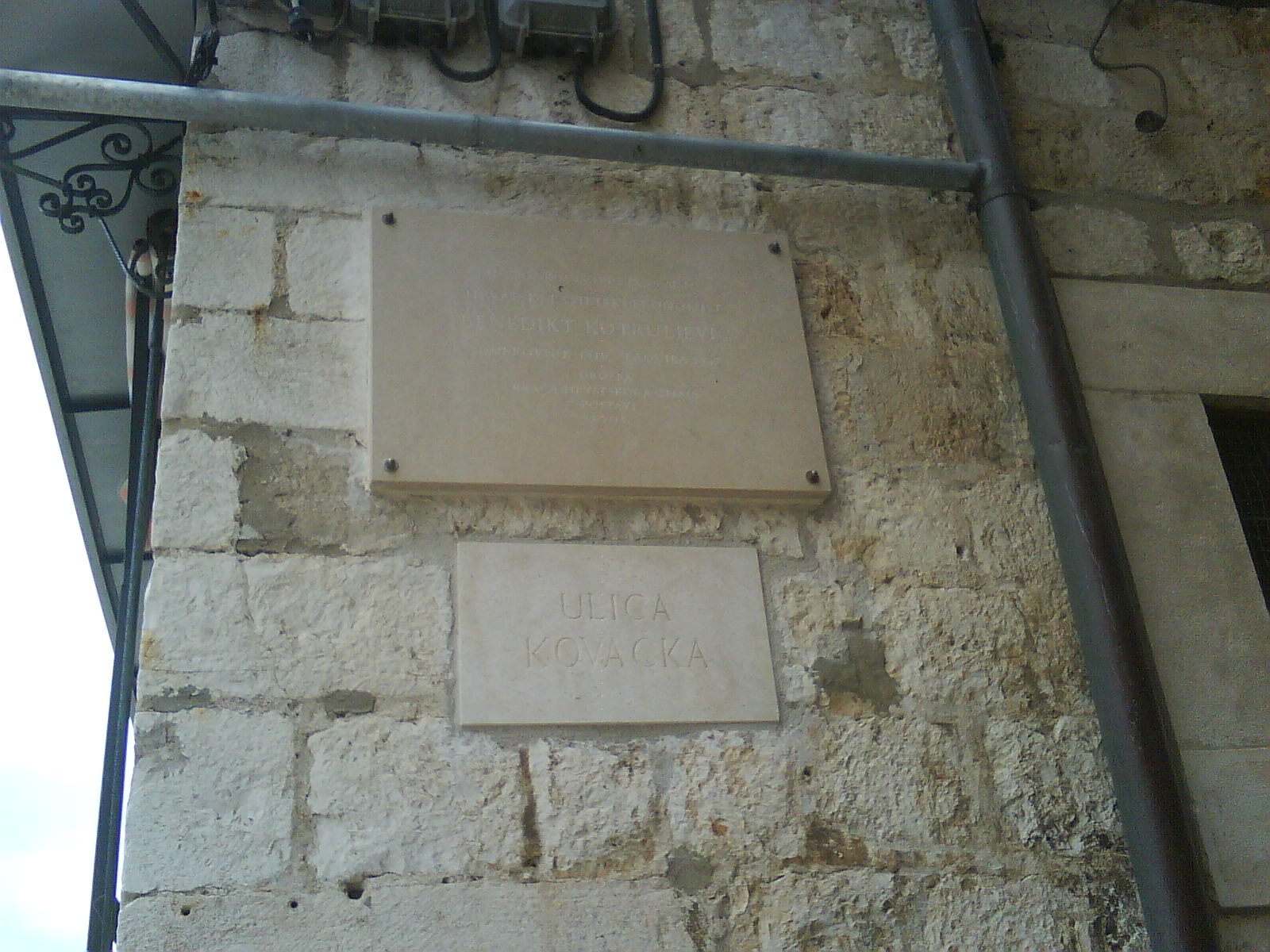
Gedenkplaat aan zijn geboortehuis in Dubrovnik of Ragusa, Kroatië

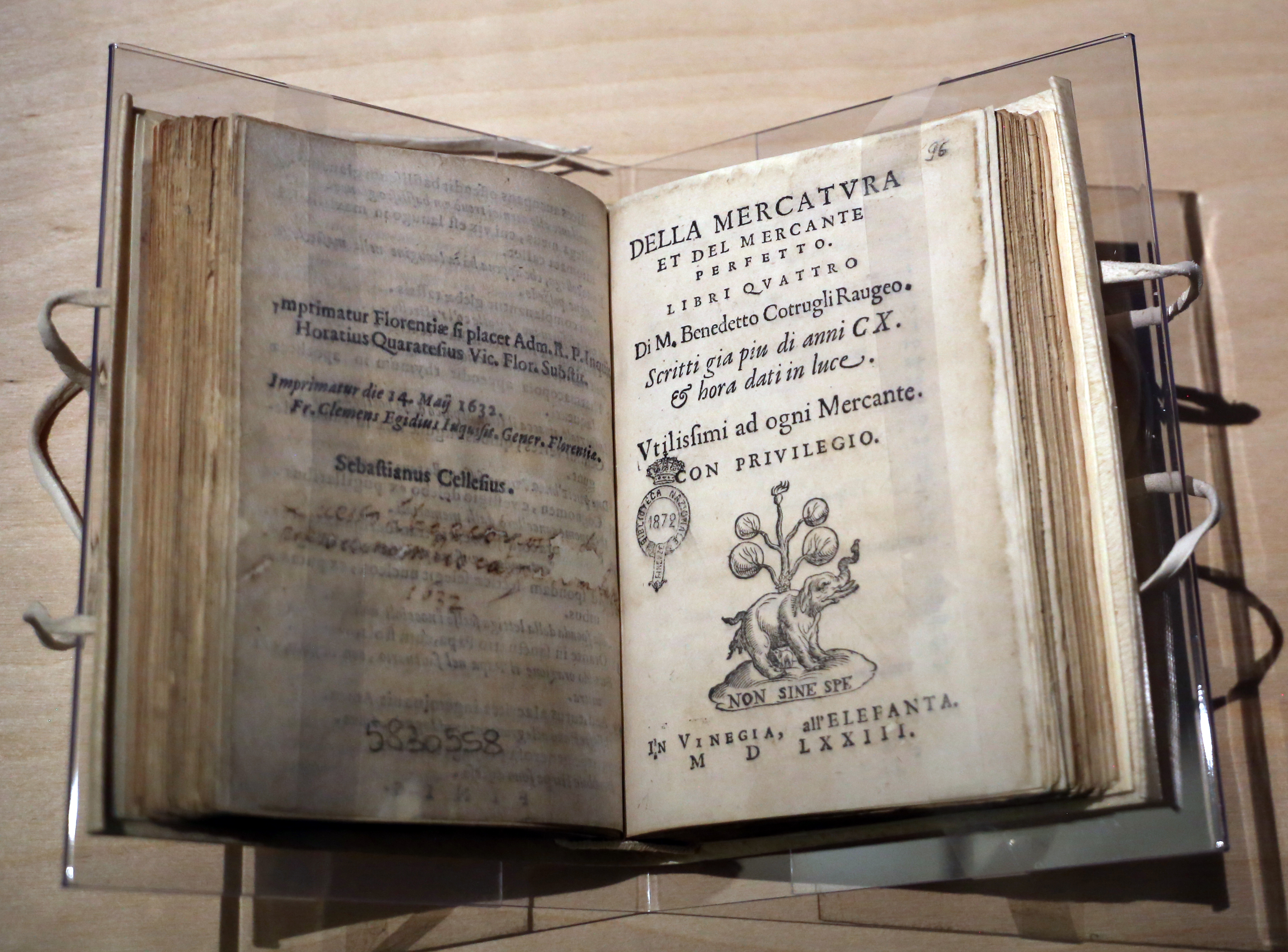
Della mercatura e del mercante perfetto, zijn meesterwerk als humanist

Benedetto Cotrugli (Dubrovnik, circa 1410 – L’Aquila, 1469) was een Kroatische handelaar die meerdere jaren hoveling was bij koning Alfons I van Napels. Aan het hof was hij een bekend humanist, schrijver en de facto diplomaat voor de Republiek Ragusa, de stadstaat van Dubrovnik.

## Andere namen
- Benedikt Kotruljević, naam in het Kroatisch
- Benedictus de Cotrullis, naam in het Latijn

## Levensloop
De familie Cotrugli was een bekende familie van handelaars in Dubrovnik of Ragusa zoals het toen genoemd werd, aan de Dalmatische kust. Zijn vader, Giacomo Cotrugli, en zijn oom Giovanni Cotrugli waren betrokken in de import van goederen uit Aragon, Spaans Zuid-Italië en het Midden-Oosten, alsook in export van zilveren sieraden vanuit Dubrovnik. Belangrijke importgoederen waren wol uit Spanje, alsook zout, salpeter, wijn en gerst uit Napels en Sicilië. Andere familieleden waren diplomaat geweest aan het koninklijk hof van Hongarije; Ragusa was formeel een deel van het Hongaarse Rijk.
Neven van hem waren de reders van de handelsschepen van de familie Cotrugli. 
Zijn vader was in de jaren 1429-1436 ambassadeur van Ragusa aan het hof van koningin Johanna II van Napels. Deze missie was succesvol want de Republiek Ragusa kreeg de toestemming om een consulaat in Napels te openen. 
Benedetto Cotrugli studeerde rechten in Ragusa, terwijl zijn broer Michele zich stortte op de handel met Spanje en Apulië. De jonge jurist Cotrugli volgde al gauw in de sporen van zijn broer en de rest van de familie. Zijn handelsactiviteiten concentreerden zich in Napels, en dit gedurende vele jaren. De twee broers werkten samen doch respecteerden elkaars handelsrelaties.
In 1451 nam het leven van Cotrugli een nieuwe wending. De Senaat van Ragusa gaf hem een aanbevelingsbrief mee voor koning Alfons I van Napels. Nochtans bezat Cotrugli niet de status van diplomaat en was hij ook niet van adel. De contacten met de vorst liepen zo vlot dat Cotrugli hoveling werd en hij zijn handelsreizen stopte. Alfons was geïnteresseerd in de jarenlange handelservaring van Cotrugli. Aan het hof had Cotrugli contact met humanisten en schrijvers die steun genoten van koning Alfons I. Cotrugli werd een humanistisch geleerde. Zijn titel was regius consiliarius et commissarius, wat betekent koninklijk adviseur en functionaris. Deze titel wees zelfs meer op zijn status als jurist dan van handelaar of diplomaat. De Republiek Ragusa stelde Cotrugli immers nooit aan als diplomaat. Aan het hof van Napels schreef Cotrugli teksten over de kennis van de Latijnse taal, over de rol van de vrouw en over de handelsvloot. Deze werken zijn verloren gegaan. Een werk is bewaard gebleven; het manuscript is getiteld: Della mercatura e del mercante perfetto (1458). 
In de jaren 1458-1460 woedde de pest door Napels. Ternauwernood kon Cotrugli Napels ontvluchten en leefde hij in Venetië. Zijn manuscript had hij toevertrouwd aan een vriend, wat ertoe geleid heeft dat het bewaard is gebleven. Uiteindelijk keerde Cotrugli terug naar het koninkrijk Napels; in de stad L’Aquila stierf hij. 

## Della mercatura e del mercante perfetto
Cotrugli schreef dit werk in 1458 in Napels. Het is het enig werk dat bewaard is gebleven. Het werk bleef meer dan honderd jaar bewaard als manuscript. Een koopman uit Dubrovnik, Giovanni Giuseppi, bracht het naar een drukker in Venetië (1573). Het werk geschreven in het Italiaans werd uitgegeven door Francesco Patrizi di Cherso. Later volgden nog vertalingen in het Frans en het Engels. Er waren weinig oplagen van het boek en het werk geraakte in de vergetelheid. In de 19e eeuw ontstond er grote interesse in het boek. Het boek ging door als de eerste publicatie, of toch een van de eerste publicaties, over het houden van een boekhouding.
Della mercatura e del mercante perfetto betekent : Over de handel en de volmaakte handelaar. Het is een verhandeling in vier delen. Het eerste deel is een handboek over handelsprincipes en commerciële woordenschat. Het tweede deel gaat over de christelijke levensweg van een handelaar. Het derde deel van zijn werk beschrijft de politieke en morele deugden van de ideale handelaar. In het laatste deel heeft Cotrugli het over hoe een handelaar zijn eigen huishouding organiseert.
Dat hij in de Italiaanse volkstaal schreef, was opmerkelijk in de 15e eeuw: zo citeerde hij Aristoteles, Xenophon, Martialis, Cicero, de Kerkvaders en Scholastici. De stijl is pedagogisch in de zin dat hij de handelaar zag als een belezen humanist. De handelaar mag zich verrijken maar dient in ruil deel te nemen aan een politiek rechtvaardig bestuur. Zo wordt de volmaakte handelaar ook een volmaakte mens volgens Cotrugli. Ook beschreef Cotrugli kort de kuiperijen aan het hof van Napels en in de Republiek Ragusa. Maar ook daar zag Cotrugli mogelijkheden tot perfectionering.
De oudste versie van het boek bevindt zich in de Nationale Bibliotheek van Malta.
- Bibliothèque nationale de France: cb121742535 (data)
- Gemeinsame Normdatei: 119116650
- International Standard Name Identifier: 0000 0001 1795 0000
- Library of Congress Control Number: n89651486
- Nationale Bibliotheek van Tsjechië: js2006358478
- Nationale Bibliotheek van Israël: 987007357352705171
- Nationale en Universitaire bibliotheek Zagreb: 000019456
- Réseau des bibliothèques de Suisse occidentale: 02-A003138600
- Istituto Centrale per il Catalogo Unico: VEAV004893
- Système universitaire de documentation: 127284583
- Virtual International Authority File: 84259648
- WorldCat: E39PBJvmHMPMmMM4HbTmMTXWXd